# Bacurizeiro

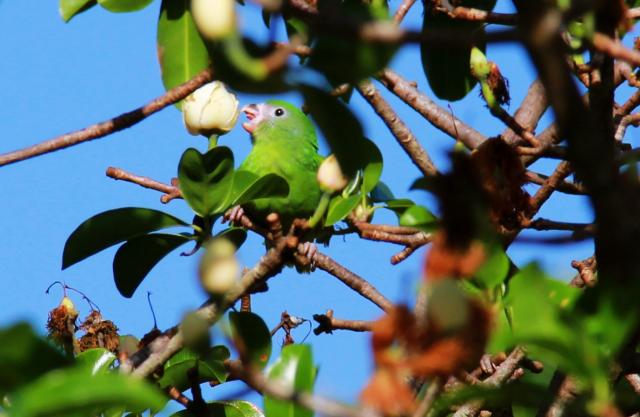
Periquito e floração do bacuri

Platonia insignis (antigamente, Platonia esculenta), conhecido popularmente como bacurizeiro, bacuri, ibacurupari e mucuri, é uma grande árvore da família das clusiáceas (antigamente, gutíferas). É nativa da região das Guianas, do Brasil (da Amazônia ao Piauí), Paraguai e partes da Colômbia. Seu fruto recebe o nome de bacuri, mas também é conhecido como landirana, bacury, bakuri, pacuri, pakuri, pakouri, packoeri, pakoeri, maniballi e naranjillo.

## Etimologia
"Bacuri" procede do tupi waku'ri. "Ibacurupari" também procede do tupi. "Mucuri" procede do tupi antigo mukury.

## Origem e Distribuição Geográfica
O bacurizeiro (Platonia insignis Mart.) é uma espécie frutífera e madeireira, com centro de origem na Amazônia Oriental Brasileira. Ocorre espontaneamente, em todos os Estados da Região Norte do Brasil e no Mato Grosso, Maranhão e Piauí. Rompendo as fronteiras brasileiras, é encontrado nas Guianas, Peru, Bolívia, Colômbia e Equador. Assume importância econômica nos Estados do Pará, Maranhão, Tocantins e Piauí, onde se concentram densas e diversificadas populações naturais, em áreas de vegetação secundária.

## Propagação
A formação de mudas ou porta-enxertos de bacurizeiro pode ser efetuada por sementes ou pela regeneração da raiz primária de sementes em início de germinação. O processo de regeneração da raiz primária é melhor, pois possibilita a formação de mudas no prazo de 1 ano, enquanto, por sementes, esse prazo é de 2,5 anos a 3 anos. Plantas propagadas por esses métodos só entram em fase produção 11 a 13 anos após o plantio. A enxertia possibilita que as plantas entrem em fase produtiva 5 a 6 anos após o plantio.

## Características
É uma árvore decídua de estação seca, com de 25 a 40 metros de altura. Tem folhas de 8 a 15 centímetros de comprimento, lanceoladas, coriáceas, flores rosadas de 5 a 7 centímetros, com 5 pétalas e numerosos estames. O fruto são bagas grandes, globosas e amarelas, com polpa amarelada e saborosa (apreciada sobretudo no Pará) e epicarpo amarelo. O fruto é adorado por diferentes espécies de aves.

## Utilização
As características organolépticas do bacuri permitem enquadrá-Io tanto no grupo de frutas para consumo in natura como no grupo de frutas industriais. A parte comestível e industrializável do fruto é a polpa, que corresponde, em média, 10% a 12% do peso do fruto.  A polpa é usada industrialmente na fabricação de refrescos, geleias, doces em pasta, compotas, licor, iogurtes, sorvetes, bombons e, até mesmo, de uma cerveja com sabor da fruta.

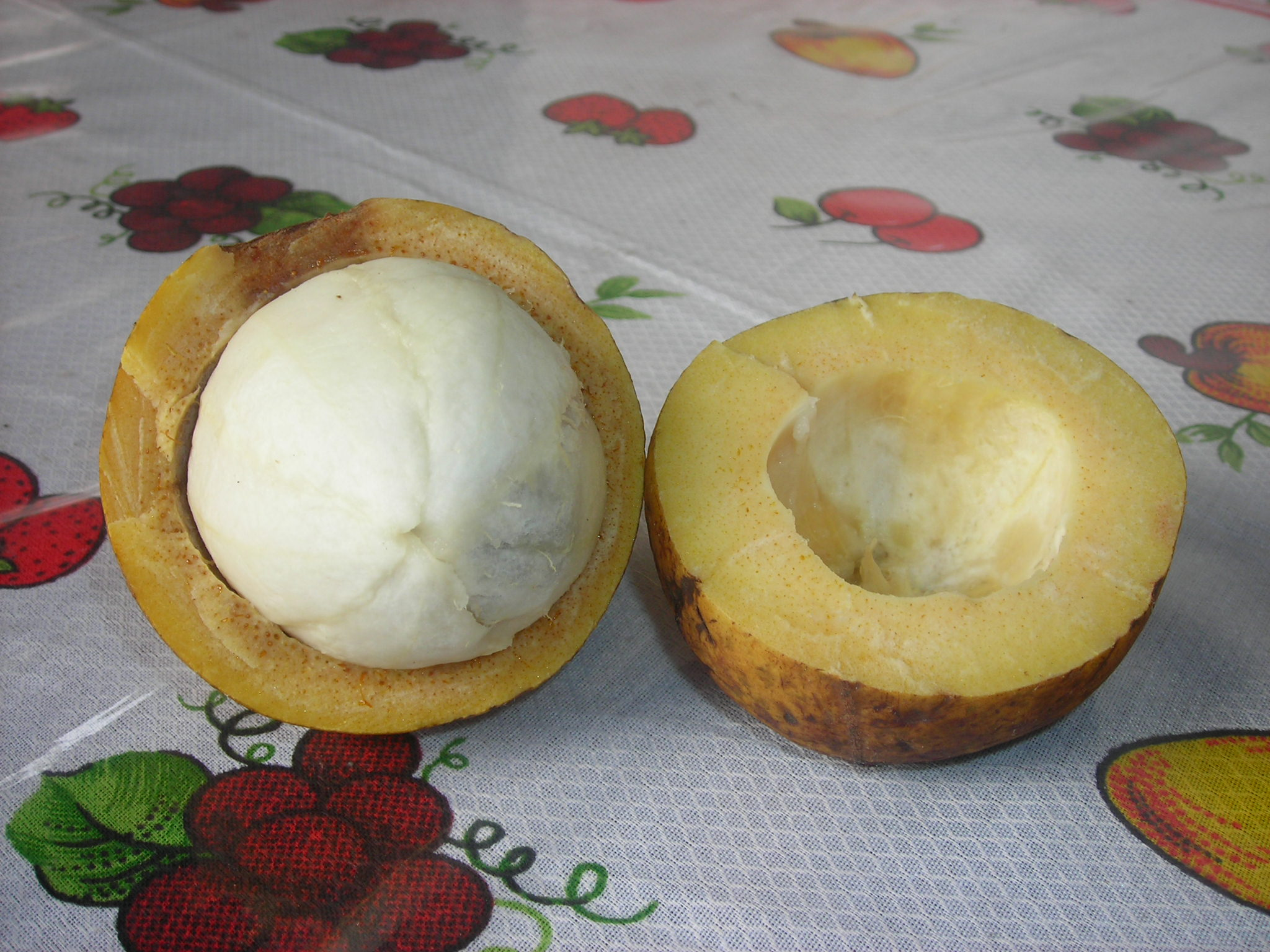
Bacuri

Na culinária doméstica, o bacuri tem larga aplicação, sendo utilizado na elaboração de cremes, pudins, recheio de bolos, biscoitos e outras iguarias. Em algumas dessas formas de consumo, a casca do fruto, pré-cozida, é usada como ingrediente. Cada quilograma de polpa é suficiente para elaboração de 5 litros de refresco de boa qualidade.
As sementes são oleaginosas, e o resíduo resultante da extração do óleo apresenta 17,4% de proteína bruta e 16,0% de fibra. O óleo pode ser utilizado como remédio caseiro no tratamento de doenças de pele. 
A madeira do bacurizeiro apresenta coloração bege-rosada

Na Amazônia, é bastante utilizada na construção naval, para a confecção de peças curvas que são fixadas transversalmente na quilha, para dar a forma da carena das embarcações. É também usada para a fabricação de móveis, portas lambris e utensílios domésticos. Por apresentar densidade alta e boas propriedades físico-mecânicas, pode ser usada na construção civil e nas indústrias de embalagens pesadas, dormentes ferroviários, laminados e tanoaria.

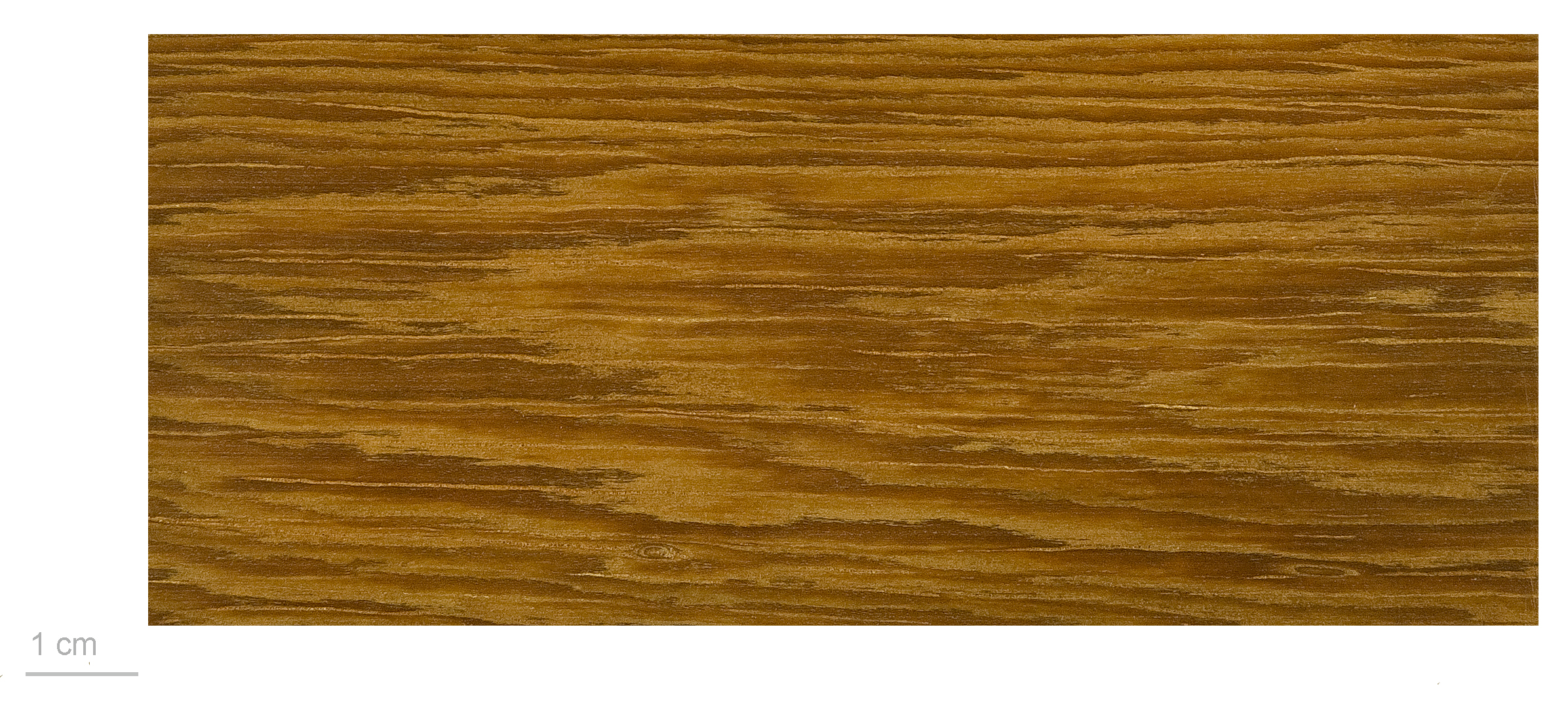
Platonia insignis - MHNT